# In the Mood for Life
Albums de Wax Tailor
Hope and Sorrow
(2007) Dusty Rainbow from the Dark
(2012)
In the Mood for Life est le troisième album de Wax Tailor sorti le 14 septembre 2009.

## Liste des titres
| No  | Titre                                       | Durée |
| --- | ------------------------------------------- | ----- |
| 1.  | City Vapors                                 |       |
| 2.  | Dragon Chasers (feat. Charlotte Savary)     |       |
| 3.  | Already Begun                               |       |
| 4.  | B-Boy on Wax (feat. Speech Defect)          |       |
| 5.  | Street Scent                                |       |
| 6.  | No Pity                                     |       |
| 7.  | Dry Your Eyes (feat. Sara Genn)             |       |
| 8.  | Masquerade Theme                            |       |
| 9.  | Until Heaven Stops the Rain (feat. Mattic)  |       |
| 10. | More Songs                                  |       |
| 11. | Leave It (feat. Dionne Charles)             |       |
| 12. | Escape Theme                                |       |
| 13. | Go Without Me (feat. Charlotte Savary)      |       |
| 14. | This Train (feat. Voice & Ali Harter)       |       |
| 15. | Sit & Listen                                |       |
| 16. | Fireflies (feat. Charlotte Savary & Mattic) |       |
| 17. | Say Yes (feat A State Of Mind ASM)          |       |
| 18. | I Own You (feat. Charlie Winston)           |       |
| 19. | Greenfields (feat. Charlotte Savary)        |       |